# Eusebio Valdenegro
Eusebio Valdenegro y Leal (Montevideo, 1783 - Baltimore, 1818) fue un militar y poeta rioplatense, que combatió en la guerra de independencia y en las guerras civiles argentinas.

## La guerra de independencia en el Uruguay
Era un estanciero de prestigio, que se enroló en el ejército independentista de la Banda Oriental a órdenes de José Artigas a principios de 1811. Combatió en las batallas de Las Piedras y Cerrito, y participó en el sitio de Montevideo (1811).
Acompañó a Artigas en el éxodo oriental, pero más tarde –seducido por las ofertas de Manuel de Sarratea– se incorporó al ejército de José Rondeau.
A fines de 1812 fue nombrado teniente de gobernador de la provincia de Corrientes, hasta que fue reemplazado por Elías Galván a fines de ese año. Para la fecha en que se retiró, el federalismo estaba haciendo grandes avances en esa provincia.

## Las guerras civiles
Fue destinado a hacer la guerra contra los federales en Entre Ríos, ya con el grado de teniente coronel. Volvió a ser nombrado gobernador de Corrientes en noviembre de 1814, con la misión de ayudar al caudillo local Genaro Perugorría a defenderse de los jefes artiguistas. Pero Perugorría no recibió fuerzas militares y fue rápidamente vencido, por lo que Valdenegro nunca llegó a Corrientes.
En 1814 asistió a la caída de Montevideo en manos patriotas, y luchó contra los federales de Artigas en la Banda Oriental. A pesar de obtener las victorias de "Rincón" y de "Pos Pos", la superioridad numérica de su enemigo lo obligó a retirarse a Entre Ríos, donde venció a Blas Basualdo. Posteriormente dirigió una de las cuatro columnas enviadas simultáneamente a controlar las cercanías del río Uruguay y regresó a la Banda Oriental. Como los artiguistas seguían avanzando, el coronel Manuel Dorrego pidió al gobernador de Entre Ríos, Juan José Viamonte, que le mandara a Valdenegro y sus tropas en su ayuda. Pero Viamonte se negó, debido a que los federales avanzaban también en Entre Ríos. Poco después, Dorrego fue derrotado en la batalla de Guayabos, lo que causó la evacuación completa de la Banda Oriental y de Entre Ríos por las fuerzas del Directorio. El 16 de enero de 1815 Valdenegro reemplazó brevemente a Viamonte como gobernador de Entre Ríos.
El Director Supremo Alvear lo nombró comandante de armas de la ciudad de Buenos Aires. Al estallar el motín de Fontezuelas, se unió al general Soler para obtener la renuncia de Alvear. Participó también en la guerra contra los federales de la provincia de Santa Fe en 1816.

## El primer federalismo de Buenos Aires
De regreso a Buenos Aires, se sumó al "partido popular" dirigido por Soler, Dorrego y Agrelo. Exigieron a Pueyrredón medidas contra la invasión portuguesa a la Banda Oriental, personalmente y por medio de publicaciones en la prensa. A pesar de la deportación de Dorrego, siguieron exigiendo medidas y reclamando la formación de un gobierno provincial autónomo para la provincia de Buenos Aires.
A mediados de 1817, también Valdenegro, Manuel Moreno, Agrelo, Feliciano Chiclana, Domingo French y Manuel Pagola fueron desterrados. Tras un viaje accidentado, lograron llegar a los Estados Unidos, donde se unieron a Dorrego en Baltimore.
Eusebio Valdenegro murió en Baltimore en 1818. Se dijo que murió en un duelo, pero también –y generalmente se estima como más probable– que murió por una herida al caer de un caballo en invierno.

## Su obra poética
Además de como militar, Valdenegro se hizo conocido como poeta popular y precursor de la poesía gauchesca: en sus composiciones hacía mención a la vida de los campamentos, a la libertad y la emancipación. Contemporáneo de Bartolomé Hidalgo, su estilo contribuyó a la formación de la literatura gauchesca, que alcanzaría su máximo esplendor décadas más tarde, de la mano de José Hernández y Estanislao del Campo.